# Zsófia Fegyverneky
Zsófia Fegyverneky, coniugata Dénes (Pécs, 29 settembre 1984), è una cestista ungherese.

## Carriera
Con l'Ungheria ha disputato tre edizioni dei Campionati europei (2009, 2015, 2017).